# Ronald Cueto Ruiz
Ronald Cueto Ruiz (* 1932 in Cumbria; † 22. September 2006 in Segovia) war ein spanisch-britischer Historiker, Romanist und Hispanist.

## Leben
Cueto wurde als Kind spanischer Eltern in der englischen Grafschaft Cumbria geboren. Er besuchte die Workington Grammar School und studierte am St Catharine’s College (Cambridge) (Abschluss 1954). Dann war er Gymnasiallehrer in Santander. Ab 1959 arbeitete er an einer Dissertation und wurde 1962 bei dem Lateinamerikanisten Manuel Ballesteros Gaibrois (1911–2002) an der Universität Complutense in Madrid promoviert.
Cueto ging zurück nach England und unterrichtete an der Bromsgrove School. 1966 ging er an die Universität Leeds und gründete am Trinity and All Saints College die Abteilung Spanisch. Ab 1974 war er Lecturer und von 1986 bis 1997 Reader in Spanischer Geschichte.

## Werke
- Una biografía inédita de Don Baltasar de Mendoza y Sandoval, obispo de Segovia (1699–1727), in: Estudios Segovianos 13, 1961
- Los hechizos de Carlos II y el proceso de Fr. Froilán Díaz, confesor real, Madrid 1966
- Maderuelo, Santa María del Castillo. Historia documentada de una parroquia segoviana 1. Siglo XVIII, Maderuelo 1980
- Corona hostigada, democracia amenazada. Visto desde Inglaterra, Madrid 1982
- Historia de la comunidad de Villa y Tierra de Maderuelo, Segovia 1982
- Pánfilos y "cucos". Historia de una polémica segoviana, Madrid 1984
- Andrés Laguna en un manuscrito de Londres, Segovia 1984
- Párraces. Historia de una real abadia segoviana, Segovia 1985
- Quimeras y sueños. Los profetas y la monarquía católica de Felipe IV, Valladolid 1994
- Souls in anguish. Religion and spirituality in Lorca's theatre, Leeds 1994
- La comunidad de villa y tierra de Maderuelo, Segovia 1995
- Segovia en el túnel del tiempo, Segovia 2002
- La vida a través de la muerte. Voces segovianas del siglo XVII, Valladolid 2004